# Болтутино (Глинковский район)
Болтутино (ранее Болтутино-1, наряду с бывшей деревней Болтутино-2) — деревня в Смоленской области России, в Глинковском районе. 
Административный центр Болтутинского сельского поселения.
Расположена в центральной части области в 14 км к югу от села Глинка на автодороге Р96 Новоалександровский (А101) — Спас-Деменск — Ельня — Починок. Недалеко от деревни исток реки Волость, левого притока Днепра.
Население — 238 жителей (2007 год) без учёта Болтутино-2. 

## Достопримечательности
- Скульптура на братской могиле 775 воинов Советской Армии, погибших в 1941—1943 гг.
- Обелиск Герою Советского Союза И. К. Базылёву, родившемуся в деревне.